# Charly Martin
Charly Martin (Walla Walla, 20 marzo 1984) è un giocatore di football americano statunitense che gioca nel ruolo di wide receiver per i San Francisco 49ers della National Football League e attualmente è free agent. Firmò coi San Diego Chargers come free agent dopo non essere stato scelto nel Draft NFL 2009. Al college ha giocato a football alla West Texas A&M.

## Carriera professionistica

### San Diego Chargers
Dopo non essere stato selezionato nel Draft 2009, Martin firmò San Diego Chargers come free agent. Egli giocò tutte le quattro gare di prestagione del 2009, ricevendo 7 passaggi per 88 yard. I Chargers tagliarono Martin nel corso dei tagli finali il 5 settembre.

### Carolina Panthers
Martin firmò per la squadra di allenamento dei Carolina Panthers il 9 settembre 2009. Lì rimase durante le prime 10 gare di stagione regolare, prima di venire promosso al roster attivo il 17 novembre dopo che l'offensive tackle Jordan Gross subì un infortunio che lo tenne fuori per tutta la stagione. In due stagioni coi Panthers, Martin in totale otto partite, nessuna delle quali da titolare, ricevendo 6 passaggi per 6 yard in totale.

### Jacksonville Jaguars
Martin fu firmato per la squadra di allenamento dei Jacksonville Jaguars il 2 dicembre 2011 ma tagliato poco dopo senza essere mai sceso in campo nella stagione regolare.

### Seattle Seahawks
Poco dopo la rescissione del contratto coi Jaguars, Martin firmò per la squadra di allenamento dei Seattle Seahawks, non scendendo in campo nemmeno lì nella stagione 2011. Nella stagione 2012 disputò 4 partite, inclusa la prima gara in carriera come titolare, ricevendo 4 passaggi per 42 yard. L'11 luglio 2013 fu svincolato.

### San Francisco 49ers
Il 12 luglio 2013, Martin firmò con i San Francisco 49ers.

## Vittorie e premi
Nessuno

## Statistiche
| Partite totali             | 12 |
| Partite totali da titolare | 1  |
| Yard su ricezione          | 48 |
| Touchdown su ricezione     | 0  |

Statistiche aggiornate alla stagione 2012